# Cayo Calpurnio Pisón (cónsul 180 a. C.)
Cayo o Gayo Calpurnio Pisón  (m. 180 a. C.) fue un político y militar romano del siglo II a. C. perteneciente a la gens Calpurnia.

## Familia
Pisón fue miembro de los Calpurnios Pisones, la más célebre rama familiar de la gens Calpurnia, e hijo de su homónimo Cayo Calpurnio Pisón. Estuvo casado con Hostilia Cuarta y tuvo dos hijos: Lucio Calpurnio Pisón Cesonino y Quinto Calpurnio Pisón.

## Carrera pública
Obtuvo la pretura en el año 186 a. C. y recibió la Hispania Ulterior como provincia. Combatió contra lusitanos y celtíberos apoyado por Lucio Quincio Crispino, su colega de la Hispania Citerior, y su mando fue prorrogado hasta el año 184 a. C. en que regresó a Roma donde se le concedió el triunfo.
En el año 181 a. C. fue uno de los triunviros encargados de fundar la colonia de Graviscas en Etruria.
En el año 180 a. C. fue elegido cónsul con Aulo Postumio Albino Lusco. El Senado asignó a ambos cónsules la Liguria como provincia, pero Pisón murió poco después. Su muerte fue considerada sospechosa y las habladurías apuntaron a que su esposa, Hostilia Cuarta, lo había asesinado. Los rumores se intensificaron cuando fue elegido para sustituirlo Quinto Fulvio Flaco, hijo de Hostilia de un matrimonio anterior, y hubo testigos que declararon que la propia Hostilia había prometido a su hijo que sería cónsul antes de dos meses. Aquello fue suficiente para enjuiciarla y, finalmente, condenarla a muerte.